# Максим I Киник
Архиепи́скоп Ма́ксим (также известный как Ма́ксим I (греч. Μάξιμος Α΄), Ма́ксим Ки́ник (греч. Μάξιμος ο Κυνικός, лат. Máximus Cínicus), Ма́ксим фило́соф ки́ник  (греч. o Μάξιμος Κυνικὸς φιλόσοφος), Ма́ксим Александри́йский (греч. Μάξιμος ὁ Ἀλεξανδρεύς, лат. Máximus Alexandrínus) — архиепископ Константинопольский в период с начала лета 380 года по июнь 381 года, соперничавший за константинопольскую кафедру с Григорием Богословом.

## Жизнеописание
Пресвитер Александрийский Максим (настоящее имя, по всей видимости, Ирон (Герон) (греч. Ἥρων) — не был приверженцем философии Диогена, но киники (иначе циники) имели очень неряшливую внешность, поэтому их называли «собаками» (от др.-греч. κύων — «собака»). Максим имел внешность, позволившую людям соотнести его с киниками: одевался в белый философский плащ, носил длинную бороду и длинные волосы, поэтому его и прозвали «киником» или «философом-киником».
Прошлое Максима достаточно туманно: родился в Александрии в христианской семье, родители его пострадали за свою религию, однако неясно, от язычников или от ариан. Максим, стоявший на никейских позициях, первоначально был весьма уважаем среди ведущих богословов православия. Вёл переписку с Афанасием Великим, архиепископом Александрийским о еретических движениях в Египте. Афанасий в письме LXI от 371 года передает Максиму, как автору трактата в защиту православия, несколько комплиментов.
В 374 году в царствование императора Валента II, во времена гонений, устроенных Лукием, архиепископом Александрийским, стоявшим на арианских позициях, Максим был осужден, и сослан в оазис за своё рвение к православию и за предложение помощи тем, кто пострадал по той же причине. Примерно через четыре года был освобожден, вероятно, после смерти Валента, и через некоторое время представил в Медиолане императору Грациану, свою работу «О Вере» (греч. Περὶ τῆς πίστεως, лат. De Fide), с обличением ариан.
Писал он также против других ересей, дискутировал с язычниками, но в упомянутой работе или в другой, неясно. Видимо, по возвращении из Милана он посетил Константинополь, где Григорий Богослов был только что призван к архиепископской кафедре (379 год). Григорий оказал ему высокую честь, выступив с панегирической речью в заполненной людьми церкви, перед празднованием Евхаристии; в своей речи знаменитый ритор создал образ человека, сочетавшего в себе мудрость философа с ревностью христианина — исповедника никейской веры, пострадавшего за свои убеждения. Приветствуя философа Ирона (он же Максим), Григорий не скупится на похвалы:

Приди же, о превосходнейший и совершеннейший из философов, прибавлю даже — и из свидетелей истины! 
Приди ко мне, обличитель ложной мудрости, которая состоит лишь в словесах и прельщает сладкими речами, а выше этого подняться не может и не хочет! 
Ты преуспел в добродетели — как в созерцательной, так и в деятельной, ибо философствуешь по-нашему в чуждом для нас облике, а может быть, и не в чуждом, поскольку длинные волосы назореев и освящение головы, которой не касается расческа, суть как бы закон для жертвенников; и поскольку светоносны и блистательны ангелы, когда их изображают в телесном виде, что, как думаю, символизирует их чистоту. 
Приди ко мне, философ, мудрец… и собака не по бесстыдству, но по дерзновению, не по прожорливости, но по умеренности, не потому, что лаешь, но потому, что охраняешь доброе, бодрствуешь в заботе о душах, ласкаясь ко всем, которые близки тебе в добродетели, и лаешь на всех чужих. 
Приди ко мне, встань рядом с жертвенником, с этим таинственным Престолом и со мной, ведущим через все это к обожению: сюда приводит тебя словесность и образ жизни и очищение через страдания. 
Приди, я увенчаю тебя нашими венцами и провозглашу громким голосом..!
— Григорий Богослов.«Слово 25», 2,1-24
Григорий Богослов приблизил Максима, поселил у себя в доме и делил с ним трапезу, за которой епископ и философ вели продолжительные беседы. Однако в дальнейшем Григорий был жестоко разочарован в Максиме по причине последовавших далее событий, ставших то ли результатом честолюбия Максима, то ли Максим сам стал инструментом других политических сил, что не совсем ясно.

### Борьба за константинопольский архиепископат
Втайне от Григория Богослова готовилась интрига, задуманная в Александрии, — вероятно, при участии Петра II, архиепископа Александрийского, который сначала в письменной форме поздравил Григория Богослова с началом его служения в Константинополе, но затем попытался его сместить. Поскольку Григорий Богослов не был официально утверждённым епископом столицы Римской империи, а лишь по приглашению группы верующих нес там служение, Александрийская партия решила попытаться отнять у него власть.
Весной 380 года в Константинополь прибыли первые корабли из Египта с грузом пшеницы, вместе с которыми в столице появились многочисленные египетские клирики и монахи; Григорий Богослов радостно приветствовал их как сторонников никейского исповедания (Слово 34). Однако в начале лета 380 года, ночью, в константинопольском храме Анаста́сия (греч. Αναστασία — «Воскресение»), когда Григорий Богослов лежал дома больной, египетские епископы начали совершать рукоположение Максима. Они усадили его на архиепископский престол, и только начали состригать у него длинные локоны, когда рассвело. Новость быстро распространились и негодующие толпы людей собрались к храму. Явились магистрат с приставами и Максим и хиротонисавшие его были изгнаны из собора, которым, в свою очередь, пришлось окончить церемонию пострига в доме некоего флейтиста.
Эта смелая выходка вызвала большое негодование среди народа, в котором Григорий пользовался популярностью. Максим бежал из Константинополя в Александрию и потребовал от Тимофея I, архиепископа Александрийского и брата скончавшегося к тому времени Петра II, оказать помощь в восстановлении себя в Константинополе на архиепископскую кафедру. Тимофей же обратился к префекту, который изгнал Максима из Египта.
Но будучи признан некоторыми западными епископами, не считал себя окончательно побежденным и отправился в Фессалонику, надеясь добиться утверждения своего назначения у императора Феодосия I.
Император холодно встретил изгнанного архиепископа, приказав Асхолию, епископу Фессалоникийскому (Солунскому), отослать данное дело к Дамасию I, епископу Римскому.
В двух ответных письмах, в первом к Асхолию и македонским епископам, Дамасий осудил тех, кто предложил посвятить этого беспокойного суетливого человека, чужака в христианстве, недостойного называться христианином, и вдобавок носящего идолопоклонническую одежду (лат. habitus idoli) с длинными волосами, которые, как сказал Св. Павел, являлись позором мужчине. В другом письме к епископу Асхолию Дамасий также попросил Асхолия обратить особое внимание, что кафолический епископ может быть рукоположён.
На Втором Вселенском соборе, проходившем с мая 381 по июль 381 года, Максим Киник претендовал на то, чтобы его хиротония, как совершенная православными, имеющими законное апостольское преемство архиереями, была признана действительной. По вызову Максима из Александрии прибыли два епископа, совершавшие над ним хиротонию, но она так никем и не была признана. Собор резко осудил (4-е правило Собора) действия Максима Киника, заявлявшего притязания на замещение константинопольской кафедры, которую в то время возглавлял Григорий Богослов:
| Περὶ Μαξίμου τοῦ Κυνικοῦ καὶ τῆς κατ’ αὐτὸν ἀταξίας τῆς ἐν Κωνσταντινουπόλει γενομένης, ὥστε μήτε τὸν Μάξιμον ἐπίσκοπον ἢ γενέσθαι ἢ εἶναι, μήτε τοὺς παρ’ αὐτοῦ χειροτονηθέντας ἐν οἰῳδήποτε βαθμῷ κλήρου, πάντων καὶ τῶν περὶ αὐτόν, καὶ τῶν παρ' αὐτοῦ γενομένων ἀκυρωθέντων |  | О Максиме Кинике и о произведенном им безчинии в Константинополе: ниже Максим был, или есть епископ, ниже поставленные им на какую бы то ни было степень клира, и соделанное для него, и соделанное им, все ничтожно |

В результате на столичную кафедру по ходатайству Диодора, епископа Тарсийского и по предложению императора Феодосия I был избран светский чиновник, претор Константинополя Нектарий.
Максим затем обратился к Западной церкви, которая в сентябре 381 года была созвана, в Аквилее и в Милане на Синод под председательством Амвросия, епископа Медиоланского, дабы рассмотреть претензии Максима. Синод выступил с пониманием того, что ранее не было достигнуто консенсуса по данной проблеме, что переход Григория с кафедры местечка Сасим на константинопольскую кафедру был неканоническим, и что избрание Нектария как некрещеного мирянина открыто для серьёзного осуждения. Максим предоставил письма от покойного Петра II, почтенного архиепископа Александрийского, чтобы подтвердить своё каноническое общение с Александрийской Церковью. Итальянские епископы высказались за Максима и отказался признать Григория или Нектария. В письме на имя императора Феодосия I, Амвросий и его братья-прелаты возразили протест против действий Нектария, как архиепископа незаконного, так как архиепископский престол в Константинополе принадлежал Максиму, которого они требовали восстановить, и что Вселенский собор Восточных и Западных частей церкви, который необходимо провести в Риме, должен уладить спорные епископаты в Константинополе и в Антиохии (конфликт между Мелетием и Павлином — двумя противоборствующими епископами Антиохии).
В 382 году в Риме состоялся поместный синод. Получив более точную информацию, синод наконец отклонил претензии Максима.
Умер Максим в безвестности.

## Историческая оценка действий Максима I
Негативная оценка действиям Максима Киника была дана византийскими историками и хронистами, которые, в целом отмечая недопустимость подобных действий, указали на безысходность и бессмысленность произошедшего.
Византийский канонист XII века Алексей Аристин, разбирая и комментируя правила церковных соборов, об обстоятельствах, подтолкнувших отцов Второго Собора изречь четвёртое правило писал:
Максим циник не есть епископ, и не имеет священства всякий, кто им поставлен в клир.
Ибо он произвел раздор в церкви и наполнил её смутою и нестроением, явившись волком вместо пастыря, и во всем беспрекословно оказывая снисхождение заблуждающимся, лишь бы они держались неправых догматов, по слову великого в богословии Григория. Итак, и сам Максим должен быть лишен епископства, и рукоположённые им на какую бы то ни было степень клира, лишаются священства.Алексей Аристин, «Толкование на канонический "Синопсис"». (ок. 1130)
В подобном ключе низложение и последовавшее за ним анафемствование Максима прокомментировал и Иоанн Зонара:
Этот Максим был египтянин, философ, циник. Циниками эти философы назывались за их наглость, дерзость и бесстыдство. Пришедши к великому отцу Григорию Богослову и быв оглашен, он был крещен. Потом был причислен и к клиру, и совершенно приближен к сему святому отцу, так что и пищу имел с ним вместе. Но возжелав архиерейского престола в Константинополе, он посылал деньги в Александрию и оттуда призывает епископов, которые должны были рукоположить его в архиерея Константинопольского при содействии одного из самых близких к Богослову. Когда они были уже в церкви, однако же прежде совершения посвящения, верные об этом узнали и их прогнали. Но и по изгнании они не успокоились, а удалившись в дом одного музыканта, там рукоположили Максима, хотя он не извлек никакой выгоды из этого злодеяния, ибо не мог ничего и совершить. И так настоящим правилом он отлучен от Церкви собравшимися на II Собор святыми отцами, которые определили, что он не был и не есть епископ, потому что был рукоположён незаконно, и что рукоположённые им не суть клирики. А напоследок, когда открылось, что он держится Аполлинариевых мнений, он был предан анафеме.Иоанн Зонара
и Патриарх Антиохийский и канонист Феодор Вальсамон, практически буквально следуя в этом Зонаре.
Уже после их борьбы за архиепископат уязвленный и обиженный Григорий Богослов в отношение Максима высказался в совершенно негативном и даже оскорбительном русле. Эти слова резко контрастируют с торжественной похвалой двадцать пятой речи Григория. Даже внешний облик Максима, напоминавший ранее Григорию о назореях и ангелах, теперь вызывают у него только презрение и брезгливость:

Был у нас в городе некто женоподобный,
Египетское привидение, злое до бешенства,
Собака, собачонка, уличный прислужник,
Арей, безголосое бедствие, китовидное чудовище,
Белокурый, черноволосый. Чёрным
Был он с детства, а белый цвет изобретен недавно,
Ведь искусство — второй творец.
Чаще всего это бывает делом женщин, но иногда и мужчины
Золотят волосы и делают философскую завивку.
Так и женскую косметику для лица употребляйте, мудрецы!..
Что Максим не принадлежит уже к числу мужчин,
Показала его прическа, хотя до того это было скрыто.
То удивляет нас в нынешних мудрецах,
Что природа и наружность у них двойственны
И весьма жалким образом принадлежат обоим полам:
Прической они похожи на женщин, а жезлом — на мужчин.
Этим он и хвастался, как какая-то городская знаменитость:
Плечи его всегда осенялись легкими кудрями,
Из волос, словно из пращей, летели силлогизмы,
И всю ученость носил он на теле.
Он, как слышно, прошёл по многим лукавым путям,
Но о других его приключениях пусть разузнают другие:
Не мое дело заниматься исследованиями,
Впрочем, в книгах у градоправителей все это записано.
Наконец, утверждается он в этом городе.
Здесь ему не хватало привычной для него пищи,
Но у него был острый глаз и мудрое чутье,
Ибо нельзя не назвать мудрым и этот горький замысел -
Низложить с кафедры меня,
Который не обладал ею и вообще не был удостоен титула,
А только охранял и примирял народ.
Но ещё мудрее то, что, будучи искусным в плетении интриг,
Он не через посторонних разыгрывает эту драму,
Но через меня же самого,
Совершенно не привычного к этому и чуждого любой интриге…
— Григорий Богослов.«Слово 37», 1081-1083

## Произведения
Труд Максима «О Вере» (греч. Περὶ τῆς πίστεως, лат. De Fide), который упоминается у Иеронима в сочинении «О знаменитых мужах» (лат. De Viris Illustribus), считается утерянным.

## Образ в литературе
Мистик Максим — один из героев дилогии Генрика Ибсена «Кесарь и Галилеянин» (1871—1873).